# Thoris octoguttata
Thoris octoguttata là một loài bọ cánh cứng trong họ Cerambycidae.